# Uranophora felderi
Uranophora felderi là một loài bướm đêm thuộc phân họ Arctiinae, họ Erebidae.